# オオヤマガメ
オオヤマガメ（大山亀、Heosemys grandis）は、イシガメ科オオヤマガメ属に分類されるカメ。

## 分布
カンボジア、タイ南部、ベトナム南部、マレーシア（マレー半島北部）、ミャンマー、ラオス南部

## 形態
最大甲長43.5センチメートル。種小名grandisは「大型の、巨大な」の意で、和名や英名と同義（giant＝巨大な）。背甲はやや扁平で、上から見ると細長い。項甲板はやや小型で、楔形か等脚台形。椎甲板には筋状の盛り上がり（キール）がある。第1椎甲板は中央部より前部で最も幅広く縦幅と横幅の長さはほぼ等しいが、縦幅よりも横幅の方が長い個体もいる。第2-5椎甲板は縦幅よりも横幅の方が長い。背甲の色彩は黒や暗褐色一色。喉甲板はやや突出し、左右の喉甲板の間にごく浅い切れ込みが入る個体が多い。背甲や腹甲の継ぎ目（橋）や腹甲の色彩は淡黄色で、放射状に黒や暗褐色の斑紋が入るが老齢個体では不明瞭になることもある。
頭部は中型で、吻端はわずかに突出する。顎の咬合面は狭く、顎を覆う角質（嘴）は鋸状に尖らない。頭部の色彩は暗褐色や灰褐色で、虫食い状に淡黄色や黄褐色、灰白色の斑紋が入る個体が多い。指趾の間には水かきがあまり発達しない。
幼体は背甲が扁平で、上から見ると円形。また後部縁甲板の外縁が鋸状に尖る。さらに背甲のキールや外縁が淡黄色。
オスは腹甲の中央部が凹む。また尾が太くて長く、尾をまっすぐに伸ばした状態では総排出孔全体が背甲の外側にある。メスは腹甲の中央部が凹まないかわずかに膨らむ。また尾が細くて短く、尾をまっすぐに伸ばしても総排出孔の一部が背甲よりも内側にある。さらにメスの成体は背甲後部と腹甲後部が骨の縫合から靭帯による結合に変わり、腹甲に可動性ができる。これにより大型の卵が産みやすくなると考えられている。

## 生態
低地から丘陵にかけての流れの緩やかな河川、湖沼、湿原、水田やこれらの周辺などに生息する。陸棲もしくは半陸棲で、水辺の陸上や浅瀬で活動する事が多い。
食性は植物食とされるが、飼育下では動物質も食べる。
繁殖形態は卵生。1回に1-8個の卵を産む。卵は28℃の環境下において99-113日で孵化した例がある。

## 人間との関係
生息地や中華人民共和国では食用や薬用とされることがある。
開発による生息地の破壊、水質汚染、食用の乱獲などにより生息数が減少している。2003年にワシントン条約附属書IIに掲載された。タイやミャンマー、ラオスでは商業目的の輸出が厳しく規制されている。
ペット用に飼育されることもあり、日本にも輸入されている。流通量は多くはなかったが、ワシントン条約に掲載されたことにより流通量は減少している。アクアテラリウムか、テラリウムで飼育される。大型種の上に成長が早いため、大型のケージが用意できない場合は一般家庭での飼育は向かない。飼育下では配合飼料にも餌付く。カルシウムが少ない動物質の餌のみを与え続けると、急激に成長するものの発育異常や突然死を引き起こす可能性がある。また飼育下だとスペース上の関係から肥満しやすい傾向があるため注意が必要。そのため葉野菜や水草などの植物質を、成長に伴い多く与えるようにする。協調性が悪く（特に発情したオス）同種他種問わず噛みつく個体もいるため、基本的に単独で飼育する。